# Tschingelhorn
El Tschingelhorn (3.562 m) es una montaña en los Alpes berneses en Suiza. La primera ascensión la realizaron Heinrich Feuz, W. H. Hawker y Ulrich y Christian Lauener el 6 de septiembre de 1865.
Tschingel, la perra de W. A. B. Coolidge (m. 1879) – un regalo a Coolidge por parte de su guía suizo Christian Almer en 1868 – fue llamada así por la montaña; hizo los once primeros ascensos en los Alpes y completó 66 grandes courses, y fue nombrada, pero no aceptada, como miembro honorario del Alpine Club debido a su género.

## Refugios
- Cabaña Mutthorn (Mutthornhütte, 2.898 m)
- Cabaña Schmadri (Schmadrihütte, 2.262 m)